# 庄屋フードシステム
株式会社庄屋フードシステム（しょうやフードシステム、英: SHOYA FOOD SYSTEM CO.,LTD.）は、長崎県佐世保市に本社を置き、株式会社フードプラス・ホールディングス傘下のファミリーレストランチェーンを展開する企業である。
中心となる業態は、長崎県や福岡県を中心とした九州各地の百貨店やショッピングモール、ロードサイドに展開する和食ファミリーレストラン「庄屋」であり、次いで「定食屋 百菜 旬」、「揚げたて天麩羅 那かむら」、「おさかな家族」がある。かっては、「イタリアンレストラン マルゲリータ」、「ステーキNOBU」などの他、企業や大学などの給食業務委託を展開していた。

## 沿革
- 1971年 - 創業。
- 1972年 - 有限会社庄屋を設立。
- 1992年 - 組織改組し、社名を「株式会社庄屋フードシステム」に変更。
- 2016年4月 - 持株会社制に移行。（旧）株式会社庄屋フードシステムは株式会社フードプラス・ホールディングスに変更。事業会社としての（新）株式会社庄屋フードシステムを設立。
- 2022年 - 本社を長崎県佐世保市卸本町から福岡県福岡市博多区博多駅前1丁目に移転[2]。

## 系列店舗
- レストラン庄屋
- 雑魚屋
- おさかな家族 雑魚屋
- 揚げたて天麩羅 那かむら
- 定食屋 百菜 旬
- 百菜ビュッフェ (閉業)
- 季節の創菜・お弁当 百菜 (閉業)
- カフェテリア アルポルト（閉業）
- ザッコ アルポルト (閉業)
- イタリアンレストラン マルゲリータ（閉業）
- ザッコ (2020年閉業)
- 金の天ぷら（2024年閉業。最後の2店舗は揚げたて天麩羅 那かむらに店舗名変更）[3]
- ステーキNOBU（閉業）

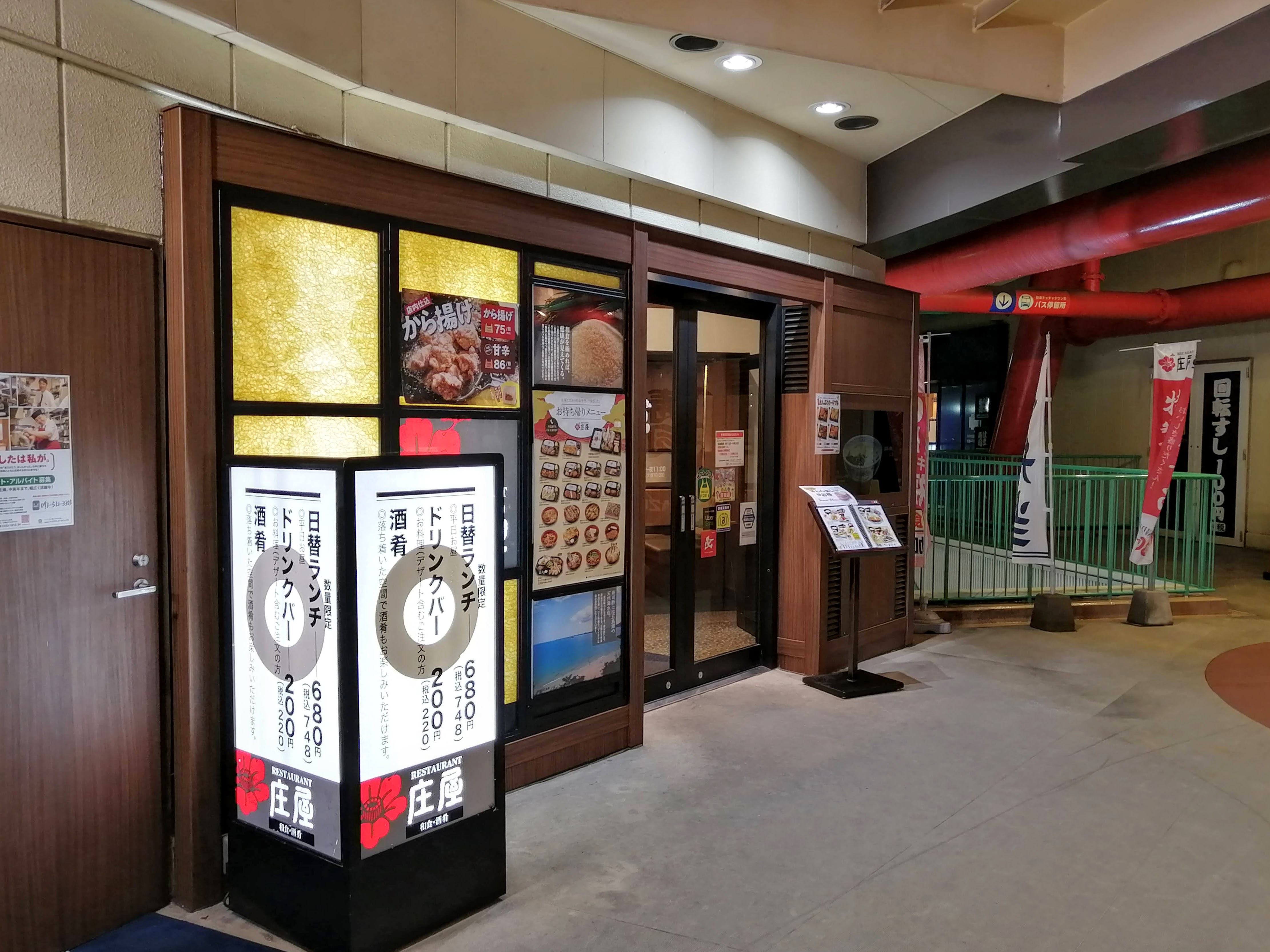
庄屋 チャチャタウン小倉店
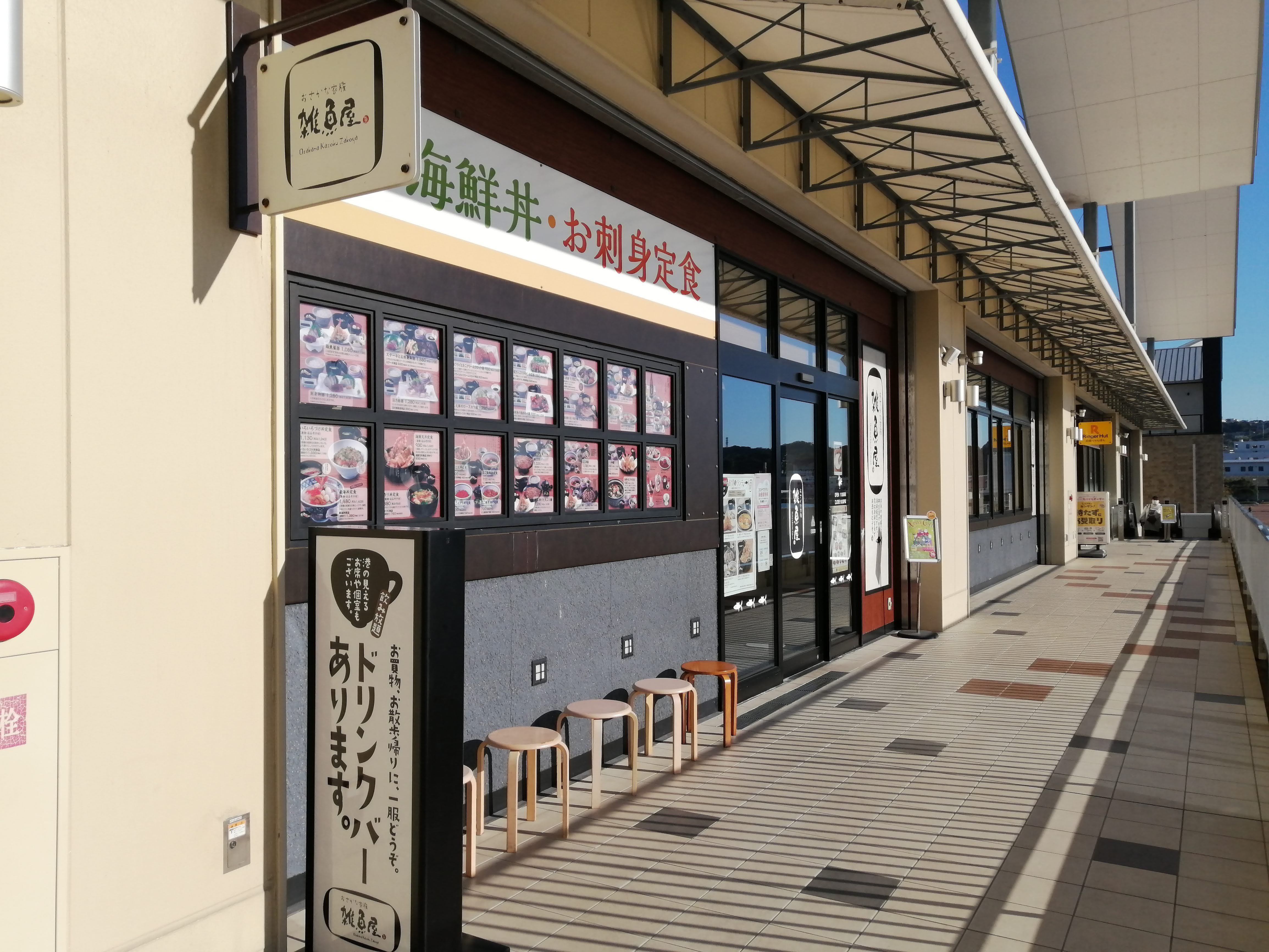
雑魚屋 させぼ五番街店
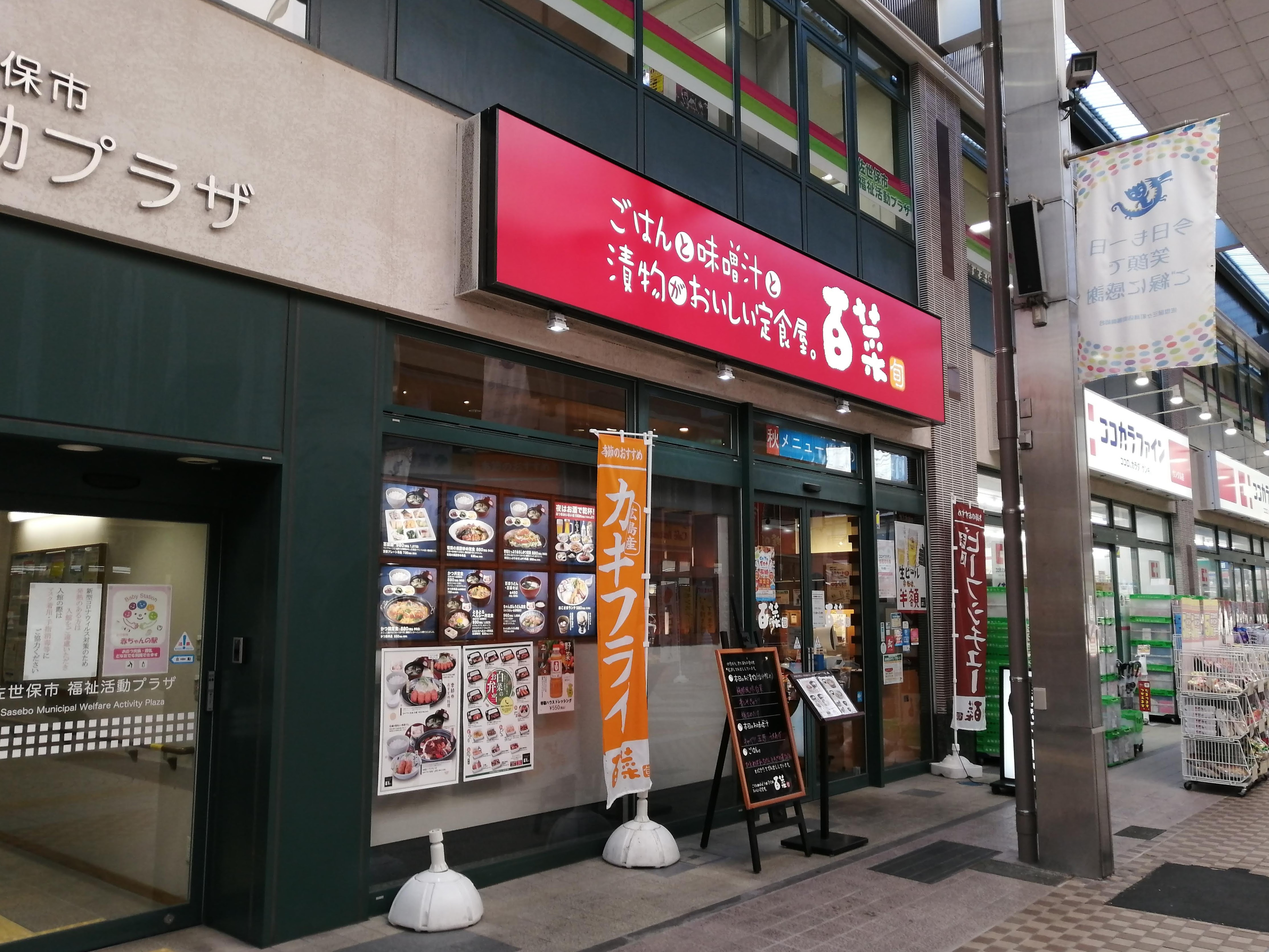
百菜 旬 佐世保サンクル店
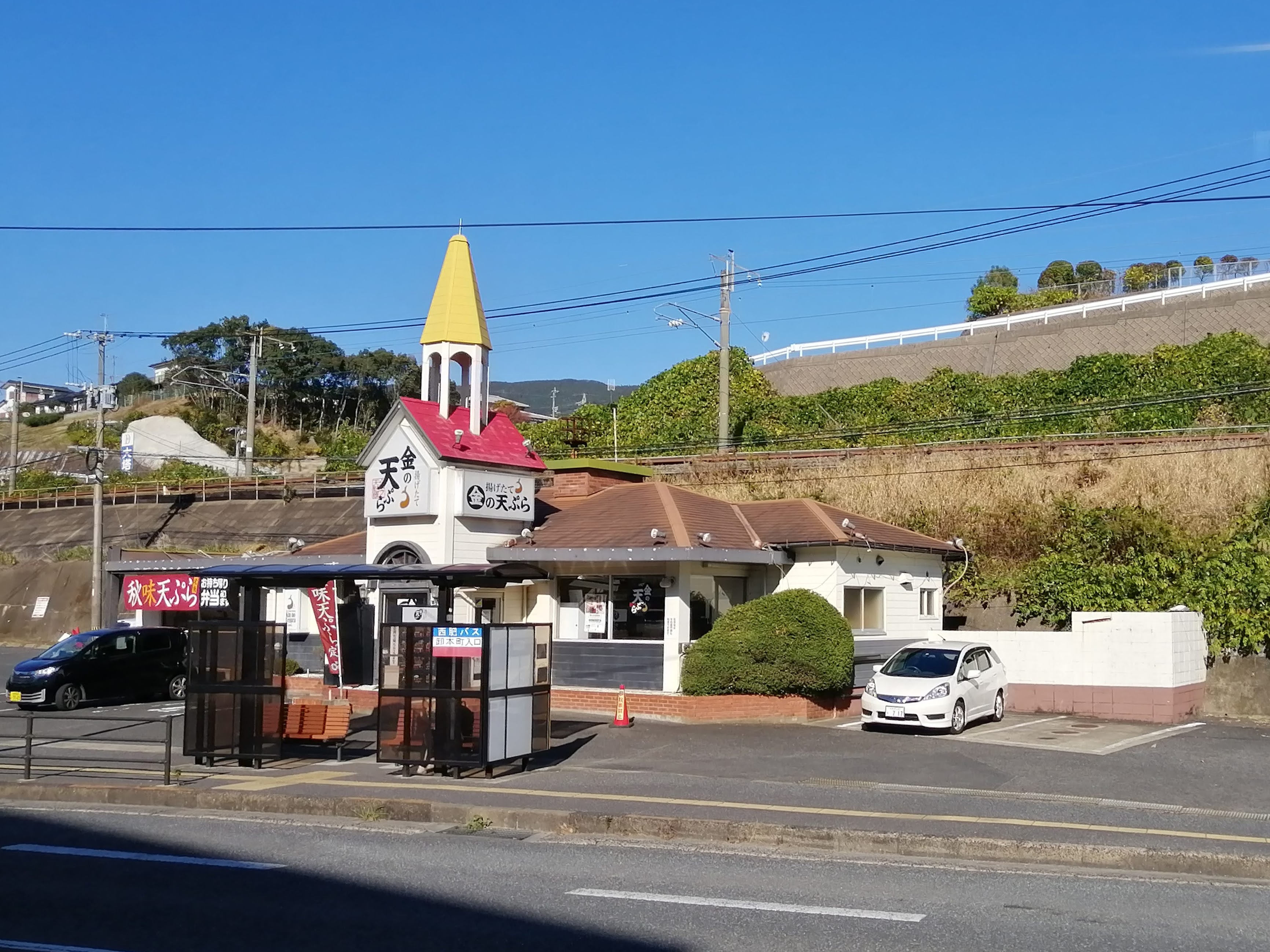
金の天ぷら 大塔店（閉店）